# Richard Hutton
Richard Hutton (n. 1872) a fost un trăgător de tir ce a reprezentat Regatul Unit al Marii Britanii și al Irlandei de Nord, medaliat olimpic. A participat la o ediție a Jocurilor Olimpice (1908) în care a câștigat o medalie de bronz.

## Participări
Lista de mai jos prezintă principalele competiții la care a participat Richard Hutton de-a lungul carierei.
- shooting at the 1908 Summer Olympics – men's trap, team[*]